# スペースX CRS-5
スペースX CRS-5は2015年1月10日にNASAとの契約の下スペースXが国際宇宙ステーション(ISS)に打ち上げたドラゴン宇宙船。SpX-5としても知られる。ドラゴンとしては7回目の飛行であり、商業軌道輸送サービス契約の運用ミッションとしては5回目であった。

## 経緯

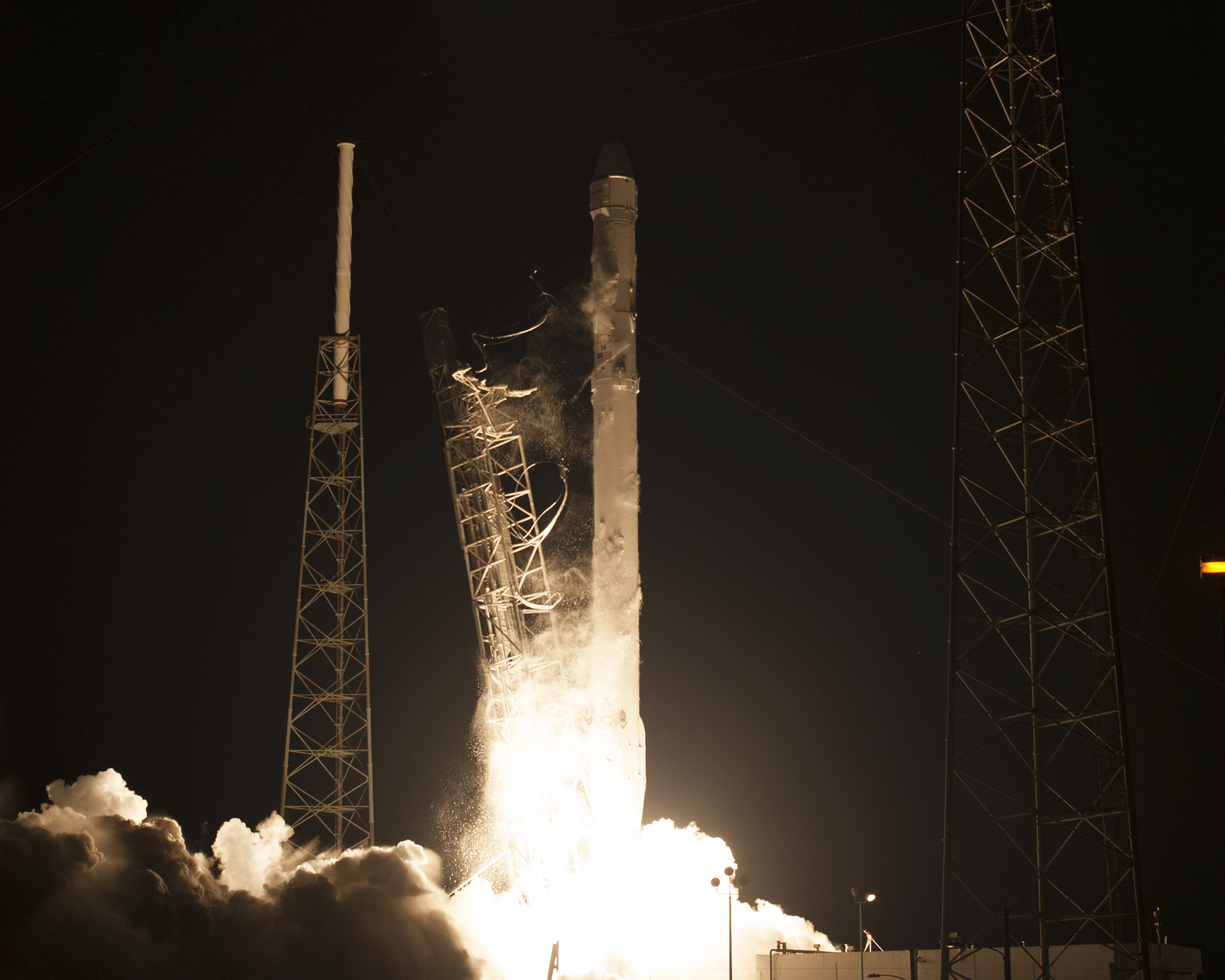
CRS-5のファルコン9ロケットの打ち上げ

2014年7月、NASAによる打ち上げ計画は2014年12月「より早くない」とされ、ドッキングは打ち上げの2日後に計画されていた。元来の計画は2014年12月16日の打ち上げであったが、スペースX社により多くの打ち上げ準備期間を与えるために2014年12月19日に予定が変更された。さらに、打ち上げは確固とした打ち上げ日を確約するまでにより多くの試験を行うために2015年1月6日に延期された。
2015年1月6日、打ち上げチーム員がファルコン9の第2段エンジンの2基の推力偏向制御系のひとつのアクチュエータのドリフトに気づいたため打ち上げ作業は打ち上げの1分21秒前に保留された。この打ち上げは打ち上げシークエンスに遅れてはならない「即時打ち上げウィンドウ」であったため、飛行は2015年1月9日に延期された 
1月7日、飛行は2015年1月10日に再設定された。
2015年1月10日9時47分(UTC)、ファルコン9ロケットは打ち上げに成功した。ドラゴンは1月12日にステーションに到達し、10時54分 (UTC)モバイルサービスシステムカナダアーム2に把持され、13時56分(UTC)にハーモニーモジュールの天底側に係留された。

## 搭載貨物
CRS-5は2317kgの貨物を搭載していた。これにはクルー用糧食と物品490kg、ステーション用機材設備717kg、科学実験用品や装置類577kg、クラウド・エアロゾル・トランスポート・システム(CATS)494kgなどが含まれていた。
CATSは大気中の塵、煙、エアロゾルやその他微粒子などの汚染の組成や分布、位置を測定するように設計されたLIDARリモートセンシング装置で、きぼうの外部実験施設に取り付けられ最低6ヶ月、最長3年程度の運用が見込まれている。

## 打ち上げ後の飛行試験

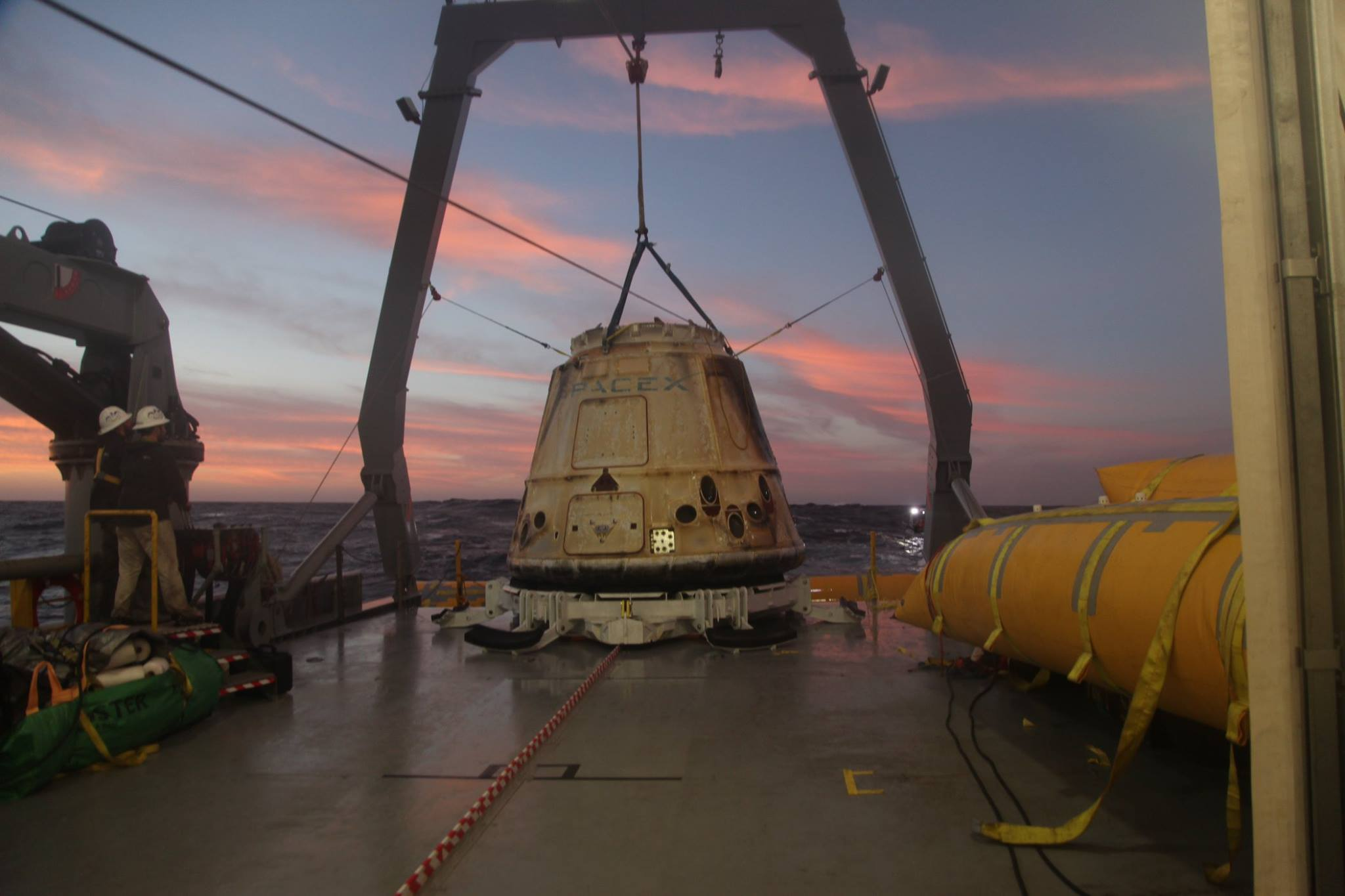
回収されたCRS-5

新しい試みとして、ファルコン9の燃料が空に近くなった第1段の回収をおこなう飛行試験を行い、打ち上げ後、90×50mの浮体着陸プラットフォームの自律スペースポートドローン船に着陸させようとした。2014年10月、スペースXはこの船がルイジアナ州で建設されていると明かした、12月中ごろには船はフロリダ州ジャクソンビルにドック入りし、試験に向けて準備ができた。
スペースXは打ち上げ後の1月10日に無人船への着陸を試みた南太平洋海上の特定の地点へのプラットフォーム着陸に向けたロケット降下の精密制御など多くの試験目標は達成され、より正確な再突入位置制御のためのグリッドフィン操縦舵面の利用による大量の試験データが得られた。しかし、着陸は硬着陸となり、スペースXは現在試験と分析のためにロケットの部品回収を行っている。 ロケットに起こった事態の詳細は今だ公的には判明していない。イーロン・マスクは問題の可能性のひとつとしてグリッドフィンが作動液を使い果たしたのではないかと述べている。
スペースXのウェブキャストは降下する第1段のためにブーストバック燃焼と再突入燃焼が起こり、降下するロケットは予定通り「水平に起された」ことを示し、水平に起されたことでライブテレメトリ信号は排除した。その後すぐ、スペースXはロケットが予定通り無人着陸船に到達したが、「硬着陸…船は無事であるが、デッキ上のいくつかの支援設備は取り替える必要がある」と情報を公表した。スペースXは着陸試験のビデオをVineで利用可能にしている。

## 註
1. ↑  Bergin, Chris (2015年2月9日). “SpaceX CRS-5 Dragon returns home via Pacific splashdown”. NASA Spaceflight 2015年3月28日閲覧。
2. 1 2 3 4 5  “DRAGON CRS-5 Satellite details 2015-001A NORAD 40370”.   N2YO (2015年1月12日). 2015年1月25日閲覧。
3. ↑  Garcia, Mark (2015年1月12日). “Dragon Arrives, Successfully Captured at Station”.   NASA. 2015年1月12日閲覧。
4. ↑  Garcia, Mark (2015年1月12日). “Dragon Attached to Harmony Module”.   NASA. 2015年1月12日閲覧。
5. ↑  “Spaceflight Now - Tracking Station - Worldwide launch schedule”.   Spaceflightnow.com. 2014年10月20日閲覧。
6. ↑  “NASA, SpaceX Update Launch of Resupply Mission to the Space Station”.  NASA (2014年12月11日). 2014年12月12日閲覧。
7. 1 2  Bergin, Chris (2014年12月17日). “SpaceX confirms CRS-5 launch slip to January 6”. NASASpaceFlight.com 2014年12月18日閲覧。
8. 1 2  Harwood, William (2015年1月6日). “SpaceX launch scrubbed by steering system problem”. Spaceflight Now 2015年1月8日閲覧。
9. ↑  “Next SpaceX Launch Attempt Saturday, Jan. 10”. NASA. (2015年1月7日) 2015年1月8日閲覧。
10. 1 2  Graham, William (2015年1月10日). “CRS-5 Dragon successfully launched – Core ASDS landing attempted”. NASA Spaceflight 2015年1月15日閲覧。
11. ↑  Bergin, Chris (2015年1月12日). “ISS berths SpaceX's Dragon following speedy arrival”. NASA Spaceflight 2015年1月15日閲覧。
12. ↑  “Cloud-Aerosol Transport System (CATS)”.   Cats.gsfc.nasa.gov. 2014年10月20日閲覧。
13. ↑  “NASA - Cloud-Aerosol Transport System”.   Nasa.gov. 2014年10月20日閲覧。
14. ↑  “ISS to get Cloud Aerosol Transport System, a laser cannon - Daily Mail Online”. Mail Online. 2014年10月20日閲覧。
15. 1 2 3  Clark, Stephen (2015年1月10日). “Dragon successfully launched, rocket recovery demo crash lands”. Spaceflight Now 2015年1月10日閲覧。
16. ↑  Foust, Jeff (2014年10月25日). “Next Falcon 9 Launch Could See First-stage Platform Landing”. Space News 2014年10月25日閲覧。
17. ↑  Clark, Stephen (2014年12月16日). “Photos: SpaceX’s autonomous spaceport drone ship”. Spaceflight Now 2014年12月16日閲覧。
18. ↑  Kramer, Miriam (2015年1月12日). “SpaceX's Elon Musk Says Rocket Landing Test Ran Out of Hydraulic Fluid”. Space.com 2015年1月20日閲覧。
19. ↑  “Post-launch Twitter news releases”.   SpaceX. 2015年1月10日閲覧。 “ロケットは無人船に降りたが、硬着陸だった。今回はすれすれだった。しかし将来に向けてよい兆候だ。", "船体は無事だ。デッキ上のいくつかの支援設備は交換の必要がある。", "よい着地/衝突画像を得られなかった。ピッチが暗く霞んでいる。問題のピースはテレメトリや…本当のピース(破片などの部品)から集められるだろう”
20. ↑  https://twitter.com/elonmusk/status/553855109114101760
21. ↑  https://twitter.com/elonmusk/status/553856479590359040
22. ↑  https://twitter.com/elonmusk/status/553857574005915648
23. ↑  “Close, but no cigar. This time.”. SpaceX.  Vine (2015年1月16日). 2015年1月17日閲覧。